# Dinocoryna arizonensis
Dinocoryna arizonensis är en skalbaggsart som beskrevs av Charles Hamilton Seevers 1959. Dinocoryna arizonensis ingår i släktet Dinocoryna och familjen kortvingar. Inga underarter finns listade i Catalogue of Life.